# Trochocyathus (Aplocyathus) brevispina
Trochocyathus (Aplocyathus) brevispina is een rifkoralensoort uit de familie van de Caryophylliidae. De wetenschappelijke naam van de soort is voor het eerst geldig gepubliceerd in 1997 door Cairns & Zibrowius.